# Plaça del Diamant

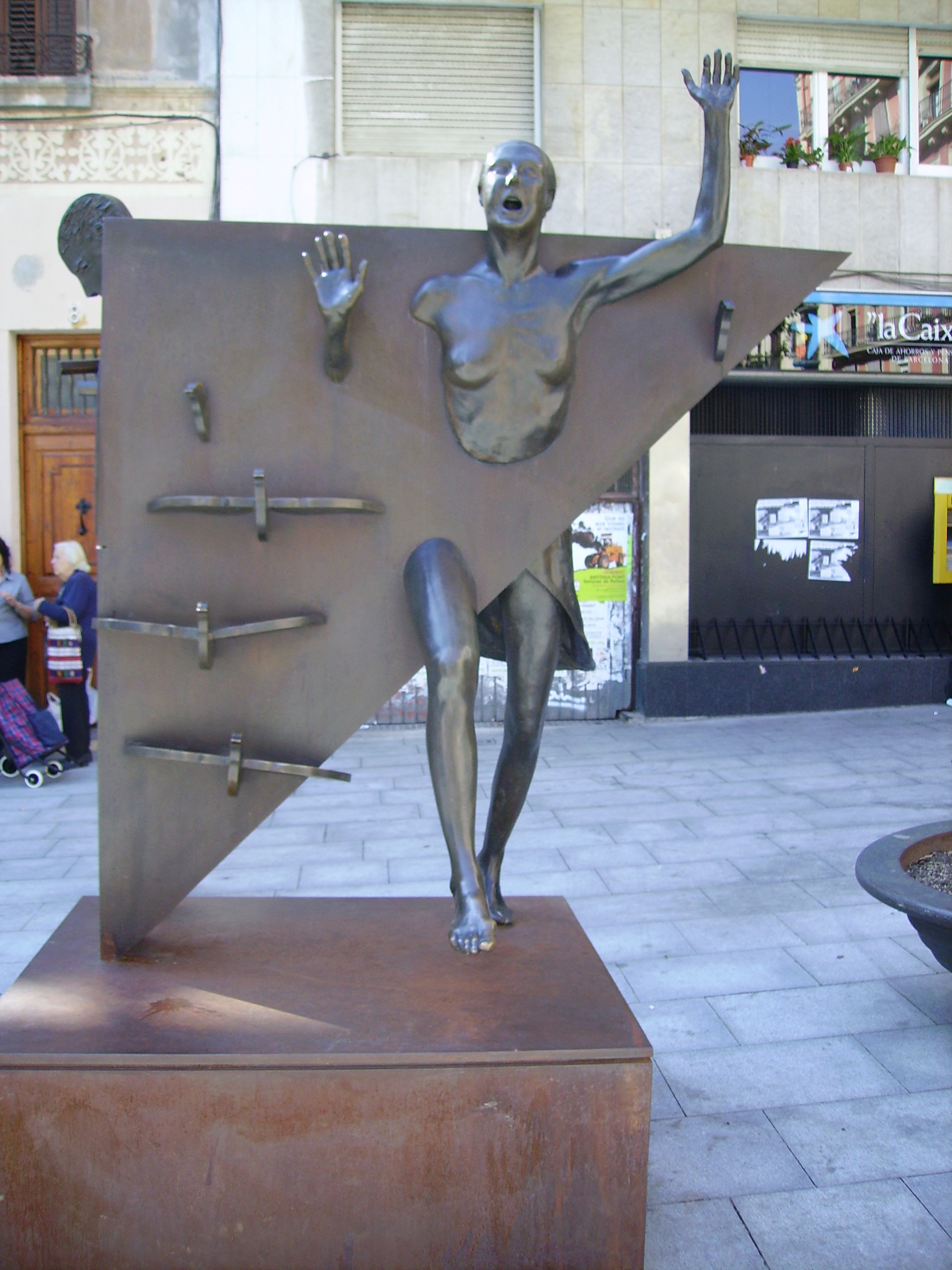
Estatua de La Colometa

La plaça del Diamant és una plaça del barri de Gràcia de Barcelona, coneguda arreu gràcies a la novel·la homònima de Mercè Rodoreda.
El nom de la plaça es deu al fet que el terreny urbanitzat havia estat adquirit el 1860 pel regidor de la vila Josep Rossell Imbert, que era joier. Per voluntat seva es donà el nom de diferents materials de joieria i pedres precioses als carrers i places originats en els terrenys que havien estat les seves propietats. Així, es destinà el mineral més preuat per a donar nom a la plaça.
Unes obres del 1992 varen descobrir a dotze metres de profunditat un refugi antiaeri -el refugi núm. 232-, amb capacitat per a unes 200 persones, que se sumava als altres 88 refugis construïts pels veïns a la Vila de Gràcia durant la Guerra Civil Espanyola. Després d'aplegar 5.000 signatures a favor de la seva preservació, l'abril de 2001 es van iniciar les obres de rehabilitació i actualment es pot visitar.
Des de l'any 1914 la plaça del Diamant s'incorporà a la tradició de l'envelat durant la Festa Major, que es reprengué després de la interrupció de la Guerra Civil fins als anys seixanta i setanta. El ball de l'envelat, precisament, constitueix el punt d'arrancada argumental de l'obra de Mercè Rodoreda.
En homenatge a la novel·la, a la plaça hi ha una escultura de bronze de Xavier Medina Campeny anomenada «La Colometa» (1984), que representa la protagonista i els seus coloms. L'abril de 1981 l'Ajuntament hi havia instal·lat una placa commemorativa en record de l'escriptora, tot i que la que hi figura actualment data de novembre de 2008.